# Thomas Wilson Crothers
Pour les articles homonymes, voir Crothers.
Thomas Wilson Crothers (1er janvier 1850-10 décembre 1921) est un homme politique canadien de l'Ontario. Il est député fédéral conservateur de la circonscription ontarienne d'Elgin-Ouest de 1908 à 1921. Il est ministre dans le cabinet du premier ministre Robert Borden.

## Biographie
Né à Northport dans le comté de Prince Edward du Canada-Ouest, Crothers entre à la Chambre des communes du Canada à la suite de l'élection de 1908. Réélu en 1911 et en 1917, il entre au cabinet à titre de ministre du Travail de 1911 à 1918. 
Il est nommé au Sénat du Canada en tant que sénateur de la division d'Ontario. Il meurt en fonction en décembre 1921.